# Vilma Beck
Vilma Beck   (valor desconegut, 1810 - Birmingham, 1851) va ser una escriptora hongaresa i lluitadora per la llibertat a la revolució hongaresa de 1848.

## Biografia
La família Horeczky, que va esdevenir hongaresa, provenia d'una família terratinent i noble de Niitra. El seu nom original era Vilma Horeczki, i Beckné en adoptar el cognom del seu marit.
Beck va ser espia i agent al servei dels lluitadors per la llibertat hongaresos durant la Revolució de 1848-1849, coneguda amb el nom de Racidula. Al mateix temps, també va ser informadora per a la direcció austríaca. Més tard, va prendre el nom de baronessa Beck.
Després de la deposició de les armes a Lzera, va emigrar i es va establir a Londres. També va estar al servei de la policia secreta de Londres, però va ser arrestada per extorsió i va morir sota custòdia el 1851 abans del judici després d'haver estat detinguda acusada de xantatge.

## Obres
- Aventures personals durant la tarda guerra d'independència a Hongria, Londres, 1850. Dos volums (publicats amb el nom de baronessa Vilma Beck). També publicat en alemany, francès i hongarès.[2]